# Iván Luquetta
Iván Andre Luquetta Tuñón (Houston, 5 de mayo de 1996) es un futbolista estadounidense-colombiano. Juega como delantero y su equipo actual es Real Potosí de la Asociación de Fútbol Potosí de Bolivia.

## Trayectoria
Su debut en el fútbol peruano se dio en la fecha 2 del Torneo Apertura 2021 frente al Universitario de Deportes, en la victoria 3-1 a favor de Cantolao. A final de temporada logró salvarse del descenso, cumpliendo con el objetivo del club.

## Clubes
| Club                   | País           | Año         |
| ---------------------- | -------------- | ----------- |
| Alajuelense            | Costa Rica     | 2017        |
| Barranquilla FC        | Colombia       | 2018 - 2019 |
| Junior                 | Colombia       | 2019        |
| Patriotas Boyacá       | Colombia       | 2020        |
| Academia Cantolao      | Perú           | 2021        |
| Charlotte Independence | Estados Unidos | 2022 - 2023 |
| Real Potosí            | Bolivia        | 2024 -      |